# Бегс (Оклахома)
Бегс (енгл. Beggs) град је у америчкој савезној држави Оклахома.

## Демографија
По попису из 2010. године број становника је 1.321, што је 43 (-3,2%) становника мање него 2000. године.
| Група             | 2000.       | 2010.       |
| Белци             | 801 (58,7%) | 721 (54,6%) |
| Афроамериканци    | 296 (21,7%) | 241 (18,2%) |
| Азијати           | 0 (0,0%)    | 0 (0,0%)    |
| Хиспаноамериканци | 17 (1,2%)   | 54 (4,1%)   |
| Укупно            | 1.364       | 1.321       |